# كولوسال أوردر
كولوسال أوردر هي شركة تطوير ألعاب فيديو فنلندية تأسست عام 2009. تشتهر الشركة بتطوير لعبة Cities: Skylines، وهي لعبة محاكاة لبناء المدن تم إصدارها عام 2015.

## قائمة الألعاب
| سنة  | عنوان               | الناشر             | المنصة (المنصات) |
| ---- | ------------------- | ------------------ | --- |
| 2011 | Cities in Motion    | بارادوكس إنتراكتيف | ويندوز ، ماك ، لينكس |
| 2013 | Cities in Motion 2  | بارادوكس إنتراكتيف | ويندوز ، ماك ، لينكس |
| 2015 | المدن: الأفق        | بارادوكس إنتراكتيف | ويندوز ، وماك أو إس ، ولينكس ، وإكس بوكس ون ، وإكس بوكس سيريس إكس وسيريس إس ، وبلاي ستيشن 4 ، وبلاي ستيشن 5 ، وسويتش ، وستاديا |
| 2023 | المدن: سكاي لاينز 2 | بارادوكس إنتراكتيف | ويندوز ، و Xbox Series X، وSeries S ، و PS5                                                                                    |

## روابط خارجية
- الموقع الرسمي